# Hugo Becker (Violoncel·lista)
Hugo Becker (Estrasburg (Alsàcia), 13 de febrer, 1863 - Geiselgasteig (Baviera), 30 de juny, 1941), va ser un violoncel·lista, professor de violoncel i compositor alemany.

## Biografia
Becker va rebre classes de violí i més tard de violoncel del seu pare Jean Becker i ja era violoncel·lista a l'Orquestra de la Corte de Mannheim als quinze anys. Va estudiar amb Alfredo Piatti, Jules de Swert i a Dresden amb Friedrich Grützmacher. Des de 1884 va ser violoncel·lista solista a l'orquestra del teatre de Frankfurt del Main i professor de violoncel al Conservatori Hoch. Clara Schumann hi va ser una de les seves col·legues.
També va fer gires de concerts, fins i tot pels EUA, i va tocar en un trio de piano amb Eugène Ysaÿe i Ferruccio Busoni, i més tard també amb Carl Flesch i Artur Schnabel.
A més d'una suite, va compondre un concert per a violoncel i obres per a violoncel amb acompanyament de piano. Entre els seus alumnes hi havia Judith Bokor, Enrico Mainardi, Paul Grümmer, Beatrice Harrison, Gregor Piatigorsky i Herbert Walenn.

## Treballs
- Andante religioso
- Drei Stücke für Violoncell mit Piano-Begleitung
- Scènes d'amour, Duo
- Deux Morceaux: Romance, Duo
- Deux Morceaux: Valse gracieuse, Duo
- Cellokonzert A-Dur
- Aus dem Leben des Waldschrat, Suite
- Mechanik und Aesthetik des Violoncellspiels; conjuntament amb Dr. Dago Rynar